# Riozinho
Riozinho egy község (município) Brazília Rio Grande do Sul államában. Népességét 2021-ben 4698 főre becsülték.

## Története
A mai Riozinho területén természeti népek éltek, akiknek kis részük az európai gyarmatosítás után is fennmaradt a környező őserdőkben. 1875-ben mintegy 200 magyar, német, porosz, svéd, lengyel telepes család érkezett a környékre. 1890-ben olaszok és újabb német családok telepedtek le. 1988-ban alakult független községgé (korábban Rolante kerülete volt).
Nevét (riozinho = folyócska) onnan kapta, hogy a községközpontot egy folyó szeli ketté.

## Leírása
Éghajlata szubtrópusi. A községközpont 56 méter tengerszint feletti magasságban van, és 105 kilométerre fekszik Porto Alegretől.
A község területe dombos, hegyes, és bővelkedik a természeti szépségekben (például 14 vízesés, atlanti-parti erdők, hegyvonulatok) amelyek igazi ökológiai szentéllyé teszik a helyet. A magaslatokról tiszta időben az óceán is látható. Télen nem ritka a havazás. Fő látványosságok a Chuvisqueiro-vízesés és a Nossa Senhora da Conceição barlang.